# Malaui en los Juegos Olímpicos de Londres 2012
Malaui estuvo representado en los Juegos Olímpicos de Londres 2012 por tres deportistas, un hombre y dos mujeres, que compitieron en dos deportes.
El portador de la bandera en la ceremonia de apertura fue el atleta Mike Tebulo. El equipo olímpico malauí no obtuvo ninguna medalla en estos Juegos.

## Deportistas
La siguiente tabla muestra el número de deportistas en cada disciplina:
| Deporte   | Hombres | Mujeres | Total |
| --------- | ------- | ------- | ----- |
| Atletismo | 1       | 1       | 2     |
| Natación  | 0       | 1       | 1     |
| Total     | 1       | 2       | 3     |

## Atletismo
Masculino
| Atleta      | Evento  | Final     | Final    |
| Atleta      | Evento  | Resultado | Posición |
| ----------- | ------- | --------- | -------- |
| Mike Tebulo | Maratón | 2:19:11   | 44       |

Femenino
| Atleta            | Evento | Series    | Series   | Semifinal | Semifinal | Final     | Final     |
| Atleta            | Evento | Resultado | Posición | Resultado | Posición  | Resultado | Posición  |
| ----------------- | ------ | --------- | -------- | --------- | --------- | --------- | --------- |
| Ambwene Simukonda | 400 m  | 54.20 RN  | 5        | No avanzó | No avanzó | No avanzó | No avanzó |

## Natación
Malaui clasificó un nadador por invitación de la FINA.
Masculino
| Atleta          | Evento     | Series | Series   | Semifinal | Semifinal | Final     | Final     |
| Atleta          | Evento     | Tiempo | Posición | Tiempo    | Posición  | Tiempo    | Posición  |
| --------------- | ---------- | ------ | -------- | --------- | --------- | --------- | --------- |
| Joyce Tafatatha | 50 m libre | 27.74  | 46       | No avanzó | No avanzó | No avanzó | No avanzó |